# Robert Dhéry
Robert Dhéry; właściwie Robert Léon Henri Fourrey (ur. 27 kwietnia 1921 w Saint-Denis – zm. 5 grudnia 2004 w Paryżu) – francuski aktor, reżyser i scenarzysta teatralny oraz filmowy.
Wraz z żoną aktorką Colette Brosset utworzył pod koniec lat 40. komediową trupę teatralną Les Branquignols, w skład której wchodzili m.in.: Louis de Funès, Jean Lefebvre, Jean Carmet, Jacqueline Maillan, Michel Serrault.
Zrealizował 5 filmów fabularnych, z których najsłynniejszy to komedia pt. Mały pływak (1967; znana także pod tytułem Zwariowany weekend) z udziałem Louisa de Funèsa. Jako aktor wystąpił w ponad 20 filmach.